# Golpe de Estado en Perú de 1914
El golpe de Estado de Perú de 1914 ocurrió el 4 de febrero y fue encabezado por el coronel Óscar R. Benavides, héroe del conflicto de La Pedrera, quien un día antes fue destituido de su cargo de jefe del Estado Mayor del Ejército. El golpe estuvo dirigido a impedir que el gobierno de Guillermo Billinghurst disolviese el Congreso peruano, que le era opositor.
Fue el primer golpe de Estado exitoso del siglo XX en Perú.

## Antecedentes

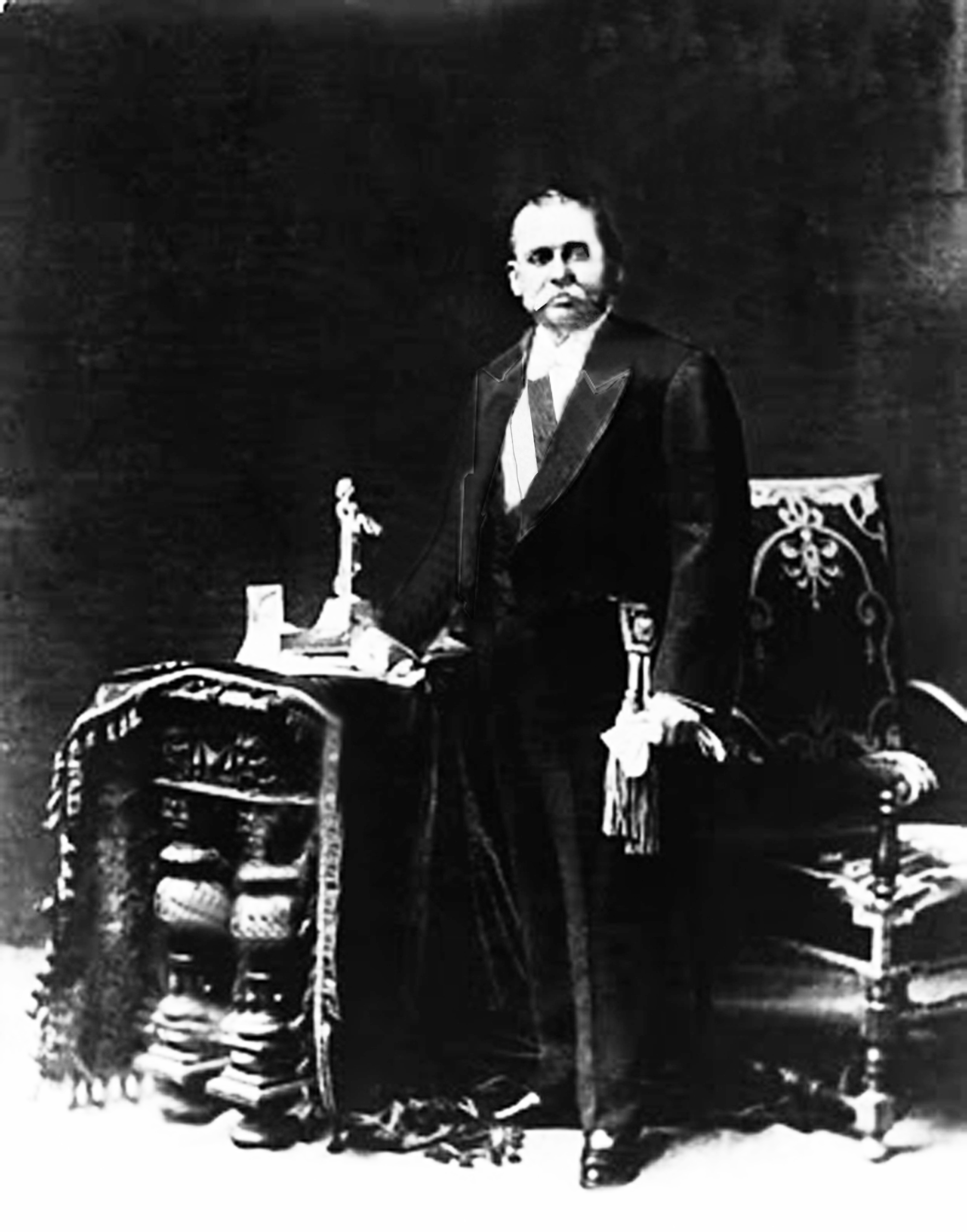
Guillermo Billinghurst, presidente de la República del Perú (1912-1914).

El gobierno de Billinghurst estuvo marcado por una progresiva confrontación con el Congreso de la República, dominado por la oposición. Las continuas reformas laborales implementadas por el gobierno populista de Billinghurst, como la aprobación de la jornada de las ocho horas crearon un clima de crispación entre las élites políticas y los empresarios. El primer enfrentamiento grave ocurrió en octubre de 1913 cuando Billinghurst se negó a convocar a Legislatura Extraordinaria para que el Congreso pueda aprobar la Ley de Presupuesto, como le correspondía. Billinghurst aprobó dicha ley por decreto, usurpando así una atribución constitucional del Congreso.
Como el Congreso seguía mostrándose adverso, Billinghurst decidió disolverlo y luego hacer una consulta plebiscitaria para reformar la Constitución. Su idea era hacer que coincidieran la elección del Presidente y las de los miembros del Parlamento, de modo que el primero pudiera disponer de mayoría congresal, a fin de facilitar la labor del Ejecutivo. También buscaba una reforma del proceso electoral, incorporando en ella a la Corte Suprema, que era en ese entonces una institución de mucho prestigio. Inspirador de estos planes de carácter avanzado era el talentoso abogado Mariano H. Cornejo.
El conflicto entre Billinghurst y el Congreso llegó así a su punto más alto. Grupos armados del pueblo aclamaban de noche al Presidente; se dijo incluso que éste tenía planeado armar a los artesanos y obreros billinghuristas, a fin de tener lista una fuerza de choque para llevar a cabo sus propósitos.
Para guardar la formalidad constitucional, un grupo de congresistas, reunidos en la casa del diputado Arturo Osores, acordaron declarar la vacancia de la Presidencia de la República por incapacidad moral de su titular (invocando un artículo de la Constitución de 1860), así como lanzar un Manifiesto a la Nación exponiendo el rechazo a los sistemáticos atentados a la Constitución cometidos por Billinghurst y llamando al pueblo a unirse en la defensa de la constitucionalidad y de la legalidad. Ese documento fue firmado por más de 80 congresistas. En la conspiración contra el gobierno se hallaban, además de Osores, el periodista Alberto Ulloa Cisneros, director del diario La Prensa, que hacía oposición al gobierno; el montonero Augusto Durand; y los hermanos Javier, Jorge y Manuel Prado Ugarteche. Para asegurar la eficacia de la medida que iban a tomar, los conspiradores iniciaron contactos con los jefes militares, llegando a un entendimiento con el Jefe del Estado Mayor del Ejército, coronel Óscar R. Benavides.
Los parlamentarios conspiradores discutieron furtivamente cuándo sería el momento oportuno para declarar la vacancia presidencial: si antes o después de que Billinghurst decretase la disolución del Congreso. Estando en ello, ocurrió una delación de parte de un oficial del ejército, que informó a Billinghurst del complot, iniciándose así la represión gubernamental (2 de febrero de 1914). Varios políticos y diputados opositores fueron apresados, se clausuró el diario La Prensa, fue destituido el coronel Benavides de su cargo de jefe del estado mayor, y se dispuso armar a las milicias populares para que defendieran al gobierno. Todo lo cual precipitó los acontecimientos, al intervenir las fuerzas armadas en defensa del Congreso.

## El golpe del 4 de febrero
En la madrugada del 4 de febrero de 1914 se pronunció la guarnición de Lima, bajo la dirección del coronel Benavides. El Palacio de Gobierno fue atacado, siendo reducida la guardia presidencial tras un sangriento enfrentamiento. Billinghurst fue tomado prisionero, obligado a dimitir y luego deportado rumbo a Iquique. Entretanto fue asesinado el ministro de guerra, general Enrique Varela, acribillado mientras dormía en el cuartel de Santa Catalina.

## Consecuencias
Derrocado Billinghurst, se formó una Junta de Gobierno presidida por Benavides, con la anuencia del Congreso. Unos meses después, el Congreso eligió a Benavides Presidente Provisorio.
El golpe de Estado rompió la continuidad de veinte años de gobiernos civiles en Perú, y devolvió el poder a la oligarquía. Benavides reunió una convención de los partidos Civil, Constitucional y Liberal que escogió al expresidente José Pardo y Barreda, líder de los civilistas, como candidato de consenso para unas prontas elecciones. Frente a su popular candidatura se alzó la de Carlos de Piérola (hijo del viejo caudillo Nicolás de Piérola), por el Partido Demócrata. Realizadas las elecciones en 1915, Pardo ganó los comicios con 131 289 votos frente a los 13 151 de su opositor, gobernando hasta 1919.